# Saint-Cirq (Dordogne)
Pour les articles homonymes, voir Saint-Cirq.
Saint-Cirq est une ancienne commune française située dans le département de la Dordogne, en région Nouvelle-Aquitaine.
Au 1er janvier 2019, elle est intégrée à la commune nouvelle des Eyzies en tant que commune déléguée.

## Géographie

### Généralités
Dans le quart sud-est du département de la Dordogne, en Périgord noir, la commune déléguée de Saint-Cirq s'étend sur 5,96 km2. Représentant la partie ouest de la commune nouvelle des Eyzies, elle est située en rive droite de la Vézère qui la borde au sud-est sur deux kilomètres.
L'altitude minimale, 54 mètres, se trouve à l'extrême sud, là où la Vézère quitte la commune et sert de limite entre celles du Bugue et de Campagne. L'altitude maximale avec 215 ou 216 mètres est localisée au nord-ouest, près du lieu-dit Maisonneuve. Sur le plan géologique, le sol se compose principalement de calcaires du Crétacé, avec des sables, argiles et graviers éocènes au nord et au nord-ouest du territoire, ainsi que des alluvions holocènes recouvrant la vallée de la Vézère.
À l'écart des routes principales, le petit bourg de Saint-Cirq est plaqué au creux d’une grande falaise que frangent les chênes verts et les genévriers. Il se situe, en distances orthodromiques, trois kilomètres et demi à l'est-nord-est du Bugue et autant à l'ouest-sud-ouest des Eyzies-de-Tayac.
La commune, desservie au nord et au nord-ouest par la route départementale 31, est traversée par la ligne ferroviaire Périgueux-Agen, accessible à partir des gares du Bugue et des Eyzies.
Sur trois kilomètres et demi, le sentier de grande randonnée GR 6 traverse le territoire communal, en passant devant la grotte du Sorcier.

### Communes limitrophes

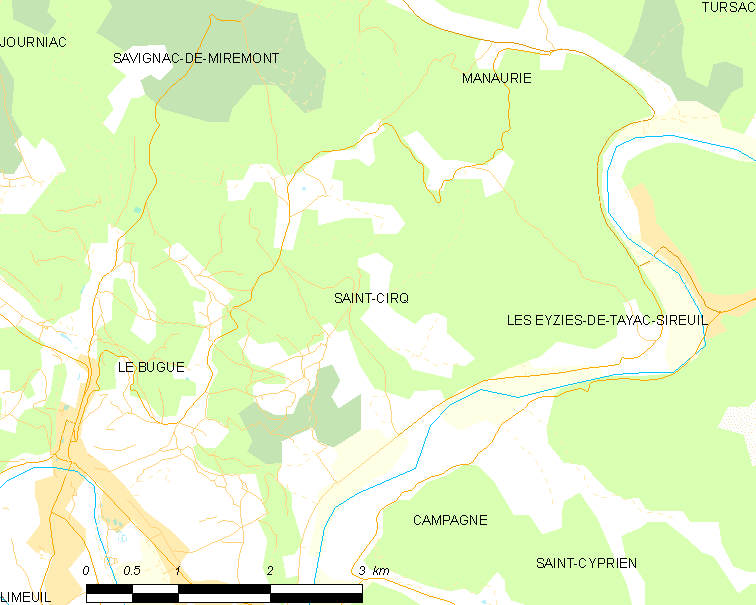
Carte de Saint-Cirq et des communes avoisinantes en 2018, avant la création de la commune nouvelle des Eyzies.

En 2018, année précédant la création de la  commune nouvelle des Eyzies, Saint-Cirq était limitrophe de cinq autres communes.
| Savignac-de-Miremont |            | Manaurie                    |
| Le Bugue             | Saint-Cirq | Les Eyzies-de-Tayac-Sireuil |
|                      | Campagne   |                             |

## Urbanisme

### Prévention des risques
Un plan de prévention du risque inondation (PPRI) a été approuvé en 2000 pour la Vézère — qui borde la commune du sud-est au sud-ouest — à Saint-Cirq, impactant ses rives jusqu'à une largeur pouvant atteindre 550 mètres au sud du bourg,.

### Villages, hameaux et lieux-dits
Outre le bourg de Saint-Cirq proprement dit, le territoire se compose d'autres villages ou hameaux, ainsi que de lieux-dits :
- la Barde
- le Bigayre
- Capderoussy
- le Clauzel
- la Combe
- la Coste
- Fontpéou
- Fontvidal
- le Grelier
- Grotte du Sorcier
- Labeille
- Maisonneuve
- le Manoir
- Pébérou
- la Pêche
- les Places
- les Plagnes
- la Queyrelie
- le Raysse
- les Ribeyries
- Suscanaval
- Trou de la Combe.

## Toponymie
La première mention écrite connue du lieu figure dans un pouillé au XIIIe siècle sous la forme latine Sanctus Ciricus,.
Le nom de la commune provient de saint Cyr, honoré dans l'église paroissiale Saint-Cyr-et-Sainte-Julitte, dont les formes occitanes du nom, à partir de Cyricus, sont notamment Circ et Cirgue.
En occitan, la commune porte le nom de Sent Circ.

## Histoire
La falaise dominant le village abrite une grotte préhistorique la « grotte du Sorcier » (ou grotte de Saint-Cirq) qui offre quelques dizaines de gravures datées de 13 000 ans av. J.-C., dont un très beau cheval pommelé et une exceptionnelle représentation masculine.
L'église du lieu, mentionnée au XIIIe siècle dépendait de l'abbaye du Bugue.
La falaise dominant le village abrite plusieurs abris troglodytiques et une maison forte, qui domine et surveille la vallée de la Vézère depuis le XIVe siècle.
Le 11 octobre 2018, la commune nouvelle des Eyzies résultant de la fusion de la commune avec Les Eyzies-de-Tayac-Sireuil et Manaurie est créée avec pour une prise d'effet au 1er janvier 2019.

## Politique et administration

### Rattachements administratifs
La commune de Saint-Cirq a, dès 1790, été rattachée au canton du Bugue qui dépendait du district de Montignac jusqu'en 1795, date de suppression des districts. En 1801, ce canton est rattaché à l'arrondissement de Sarlat (devenu l'arrondissement de Sarlat-la-Canéda en 1965).

### Intercommunalité
Fin 2000, Saint-Cirq intègre dès sa création la communauté de communes Terre de Cro-Magnon. Celle-ci est dissoute au 31 décembre 2013 et remplacée au 1er janvier 2014 par la communauté de communes de la Vallée de l'Homme.

### Administration municipale
La population de la commune étant comprise entre 100 et 499 habitants au recensement de 2011, onze conseillers municipaux ont été élus en 2014,. Ceux-ci sont membres d'office du  conseil municipal de la commune nouvelle des Eyzies, jusqu'au renouvellement des conseils municipaux français de 2020.

### Liste des maires

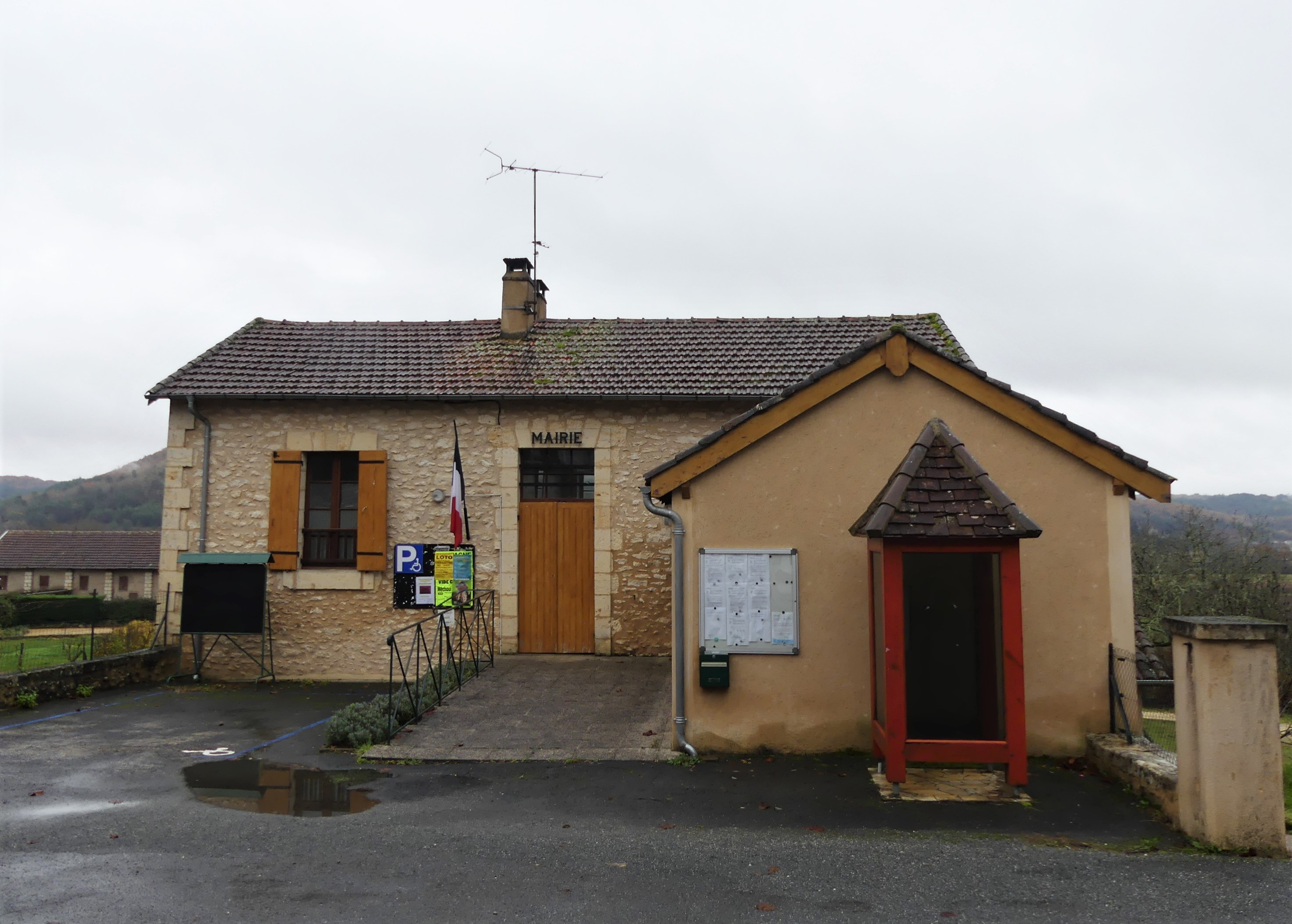
La mairie en 2018.

| Période                                  | Période       | Identité               | Étiquette | Qualité           |
| ---------------------------------------- | ------------- | ---------------------- | --------- | ----------------- |
| Les données manquantes sont à compléter. |               |                        |           |                   |
| 1792                                     | 1798          | Raymond Borderi        |           |                   |
| 1798                                     | 1798          | François Souffron      |           |                   |
| 1798                                     | 1805          | Jean Mercier           |           |                   |
| 1805                                     | 1817          | François Souffron      |           |                   |
| 1817                                     | 1826          | Jean Souffron          |           |                   |
| 1826                                     | 1844          | Pierre Jean Denamiel   |           |                   |
| 1844                                     | 1848          | Ch. de Menou           |           |                   |
| 1848                                     | 1858          | Pierre Louis Charrière |           |                   |
| 1858                                     | 1873          | Contessouze            |           |                   |
| 1873                                     | 1904          | E.J.B. de Saint Ours   |           |                   |
| 1904                                     | 1906          | Jean Garrigues         |           |                   |
| 1906                                     | 1908          | E.J.B. de Saint Ours   |           |                   |
| 1908                                     | 1919          | Armand Montazel        |           |                   |
| 1919                                     | 1923          | Eugène Cheyrou Lagrèze |           |                   |
| 1923                                     | 1934          | Marc Delbreil          |           |                   |
| 1934                                     | 1935          | Victorin Garrigue      |           |                   |
| 1935                                     | 1944          | Adrien Labloulbène     |           |                   |
| 1944                                     | 1957          | Victorin Garrigue      |           |                   |
| 1957                                     | 1989          | Marcel Magloire        |           |                   |
| 1989                                     | 2001          | Gérard Pilaprat        |           |                   |
| mai 2001                                 | décembre 2018 | Jean-Claude Rougier    | SE        | Retraité agricole |

| Période                                  | Période  | Identité            | Étiquette | Qualité |
| ---------------------------------------- | -------- | ------------------- | --------- | ------- |
| Les données manquantes sont à compléter. |          |                     |           |         |
| janvier 2019                             | mai 2020 | ?                   |           |         |
| mai 2020                                 | En cours | Jean-Pierre Lacoste |           |         |

### Instances judiciaires
Dans les domaines judiciaire et administratif, Saint-Cirq relève : 
- du tribunal d'instance et du tribunal paritaire des baux ruraux de Sarlat-la-Canéda ;
- du tribunal de grande instance, du tribunal pour enfants, du conseil de prud'hommes, du tribunal de commerce de Bergerac ;
- de la cour d'assises et du tribunal des affaires de Sécurité sociale de la Dordogne ;
- de la cour d'appel, du tribunal administratif et de la cour administrative d'appel de Bordeaux.

## Population et société

### Démographie
Les habitants de Saint-Cirq se nomment les Saint-Cirquois.
En 2018, dernière année en tant que commune indépendante, Saint-Cirq comptait 124 habitants. À partir du XXIe siècle, les recensements des communes de moins de 10 000 habitants ont lieu tous les cinq ans (2007, 2012, 2017 pour Saint-Cirq). Depuis 2006, les autres dates correspondent à des estimations légales.
Au 1er janvier 2022, la commune déléguée de Saint-Cirq compte 135 habitants.
| 1793 | 1800 | 1806 | 1821 | 1831 | 1836 | 1841 | 1846 | 1851 |
| ---- | ---- | ---- | ---- | ---- | ---- | ---- | ---- | ---- |
| 324  | 321  | 242  | 274  | 298  | 310  | 298  | 327  | 344  |

| 1856 | 1861 | 1866 | 1872 | 1876 | 1881 | 1886 | 1891 | 1896 |
| ---- | ---- | ---- | ---- | ---- | ---- | ---- | ---- | ---- |
| 303  | 289  | 294  | 291  | 272  | 271  | 247  | 232  | 234  |

| 1901 | 1906 | 1911 | 1921 | 1926 | 1931 | 1936 | 1946 | 1954 |
| ---- | ---- | ---- | ---- | ---- | ---- | ---- | ---- | ---- |
| 212  | 197  | 168  | 164  | 160  | 153  | 147  | 133  | 151  |

| 1962 | 1968 | 1975 | 1982 | 1990 | 1999 | 2006 | 2007 | 2012 |
| ---- | ---- | ---- | ---- | ---- | ---- | ---- | ---- | ---- |
| 153  | 136  | 117  | 105  | 104  | 106  | 112  | 113  | 126  |

| 2017 | 2018 | - | - | - | - | - | - | - |
| ---- | ---- | - | - | - | - | - | - | - |
| 126  | 124  | - | - | - | - | - | - | - |

### Enseignement
En 2018, il n'y a plus d'école à Saint-Cirq. Les élèves se rendent au Bugue ou aux Eyzies.

## Économie
Les données économiques de Saint-Cirq sont incluses dans celles de la commune nouvelle des Eyzies.

## Culture locale et patrimoine

### Lieux et monuments
- Grotte préhistorique du Sorcier, ou grotte de Saint-Cirq : la grotte, classée au titre des monuments historiques en 1958, recèle des gravures préhistoriques datant du Magdalénien et notamment le célèbre sorcier, figure humaine exceptionnelle[21]. Elle est ouverte au public d'avril à mi-novembre[22].
- Château fort de Pech-Saint-Sourd, fort troglodytique[23].
- Château du Clauzel, XVIIe siècle[24].
- Maison forte de Saint-Cirq[25].
- Manoir de Saint-Cirq, de type chartreuse[25],[26].
- Église Saint-Cyr-et-Sainte-Julitte[7], avec clocher-mur.

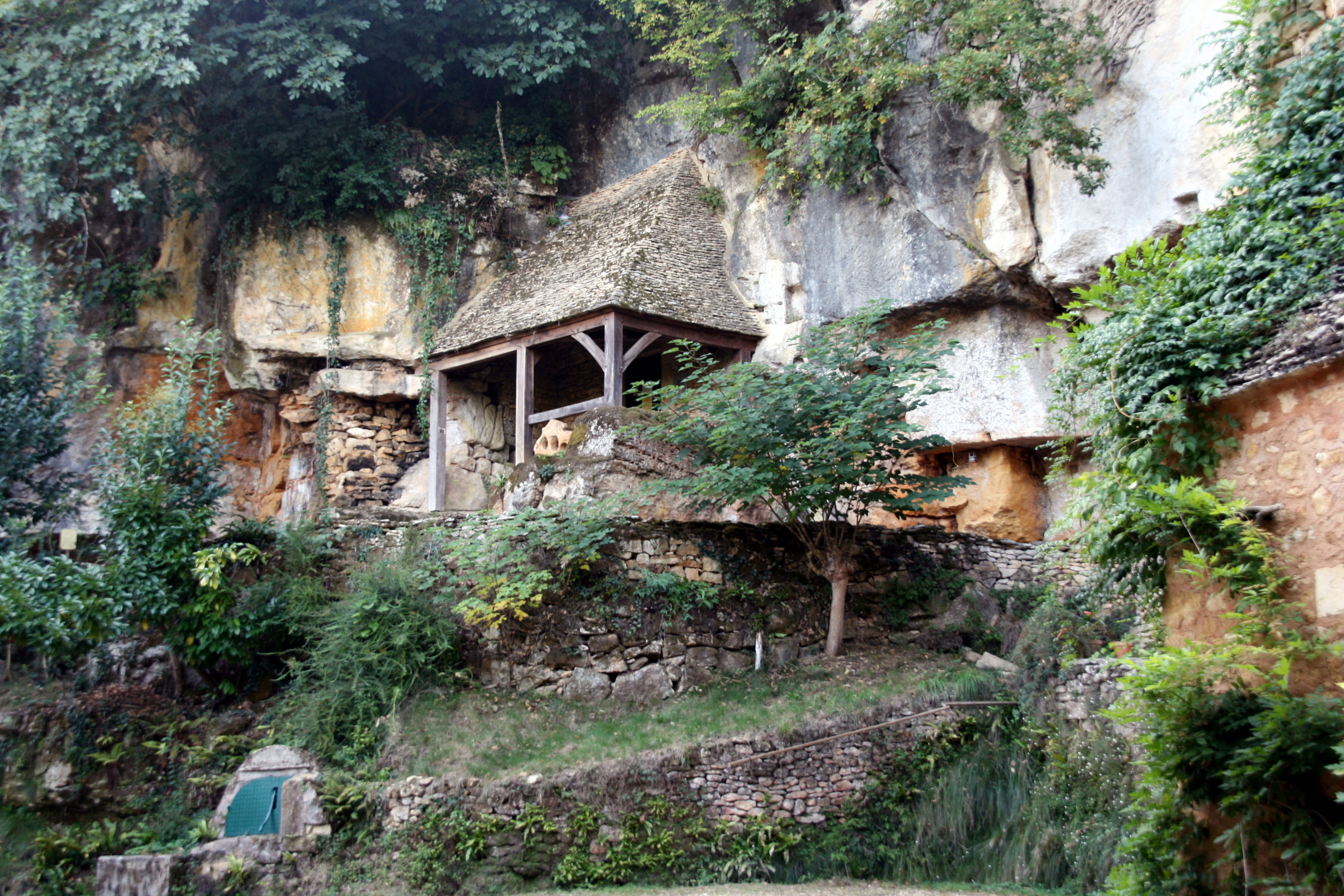
L'entrée de la grotte du Sorcier.
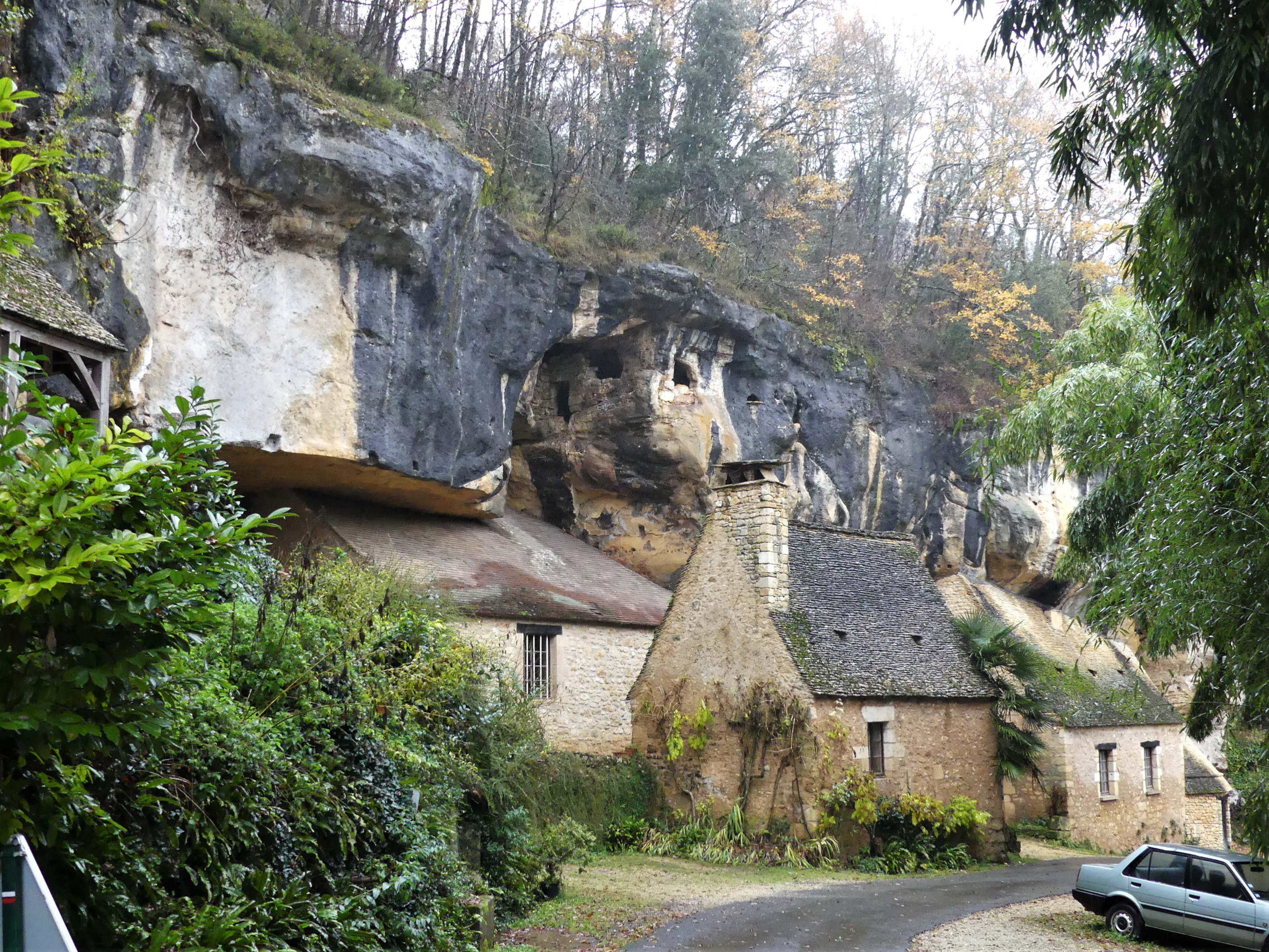
La falaise du roc de Saint-Cirq.
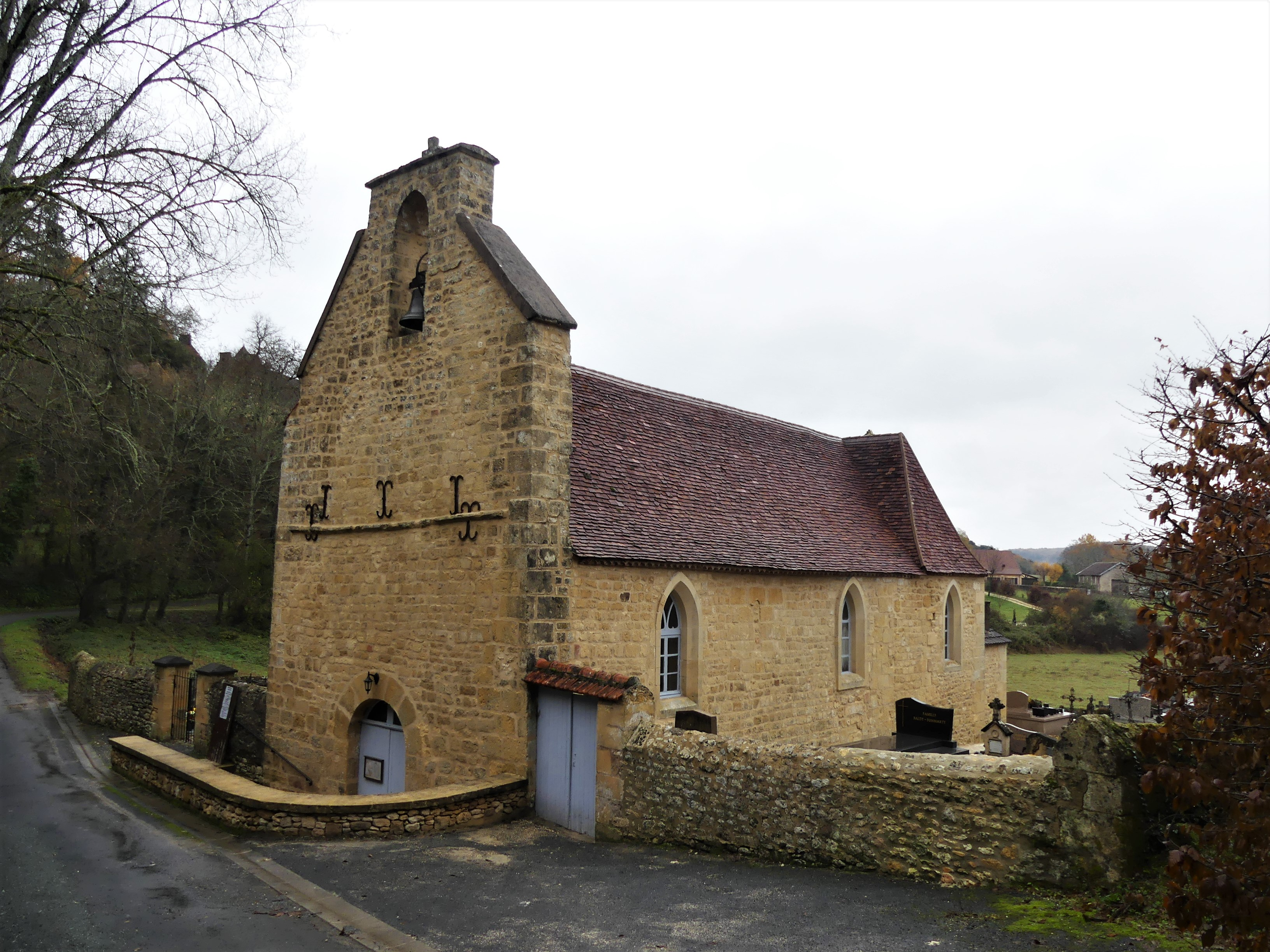
L'église Saint-Cyr-et-Sainte-Julitte.
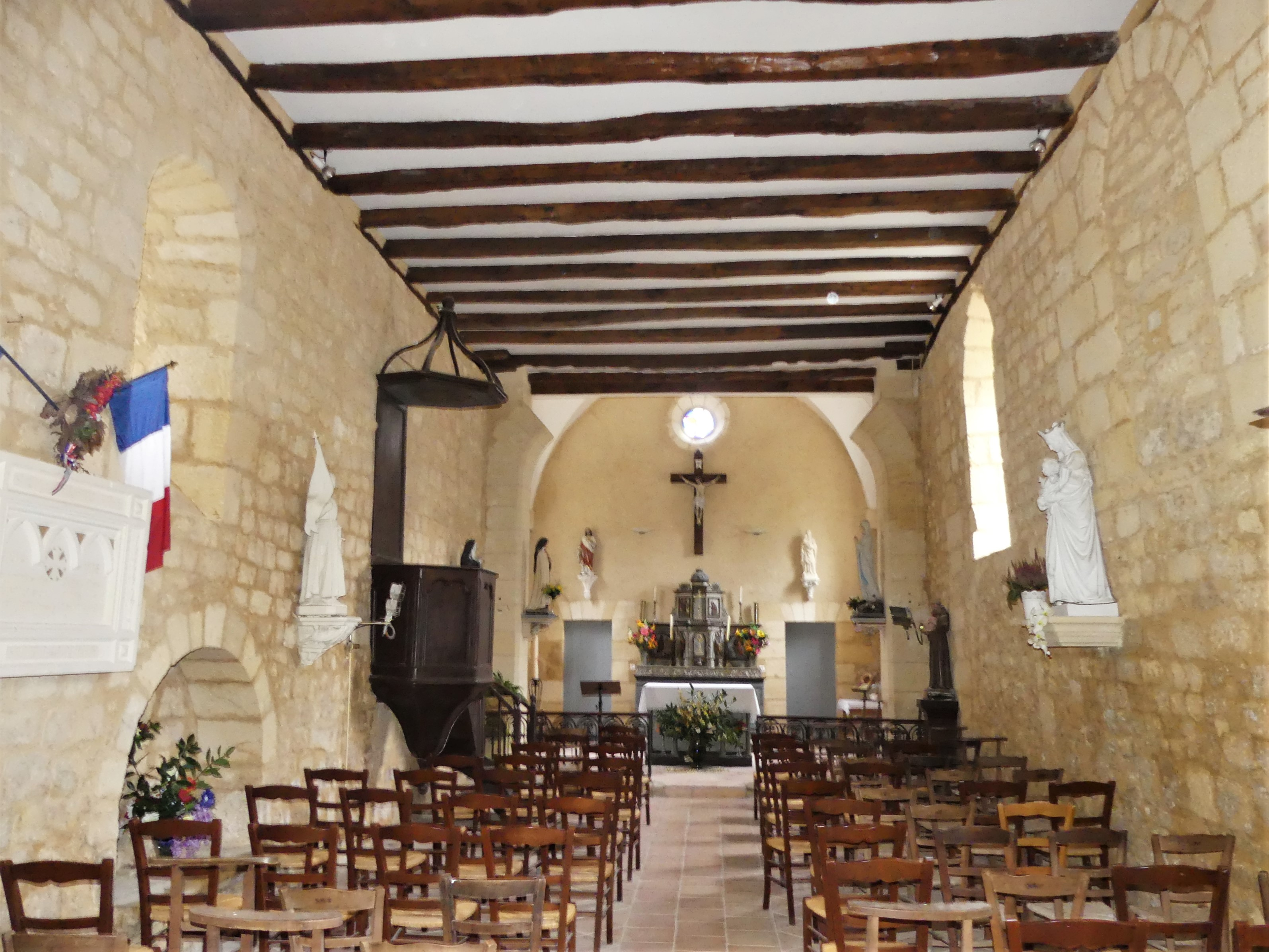
Sa nef.
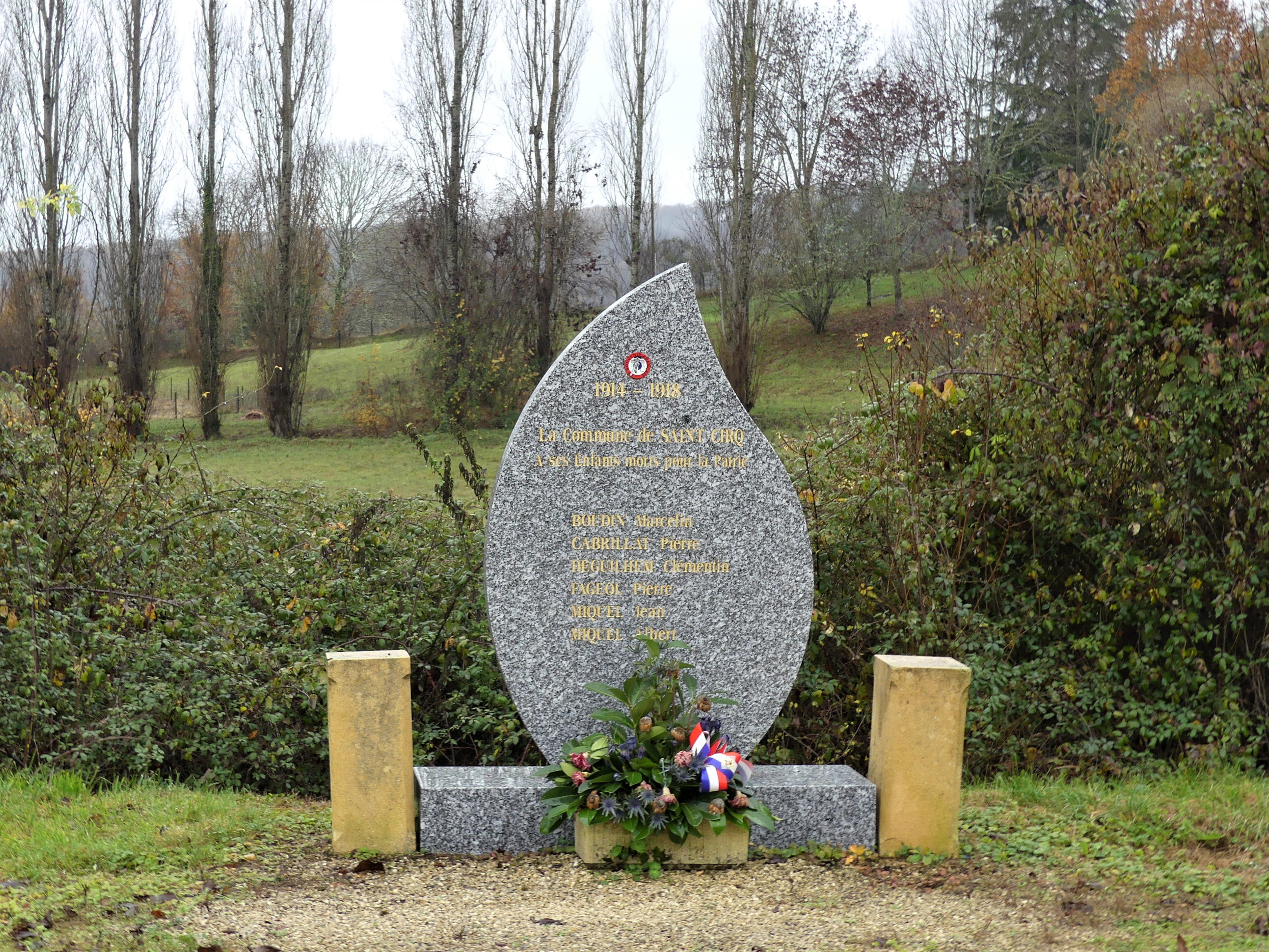
Le monument aux morts.
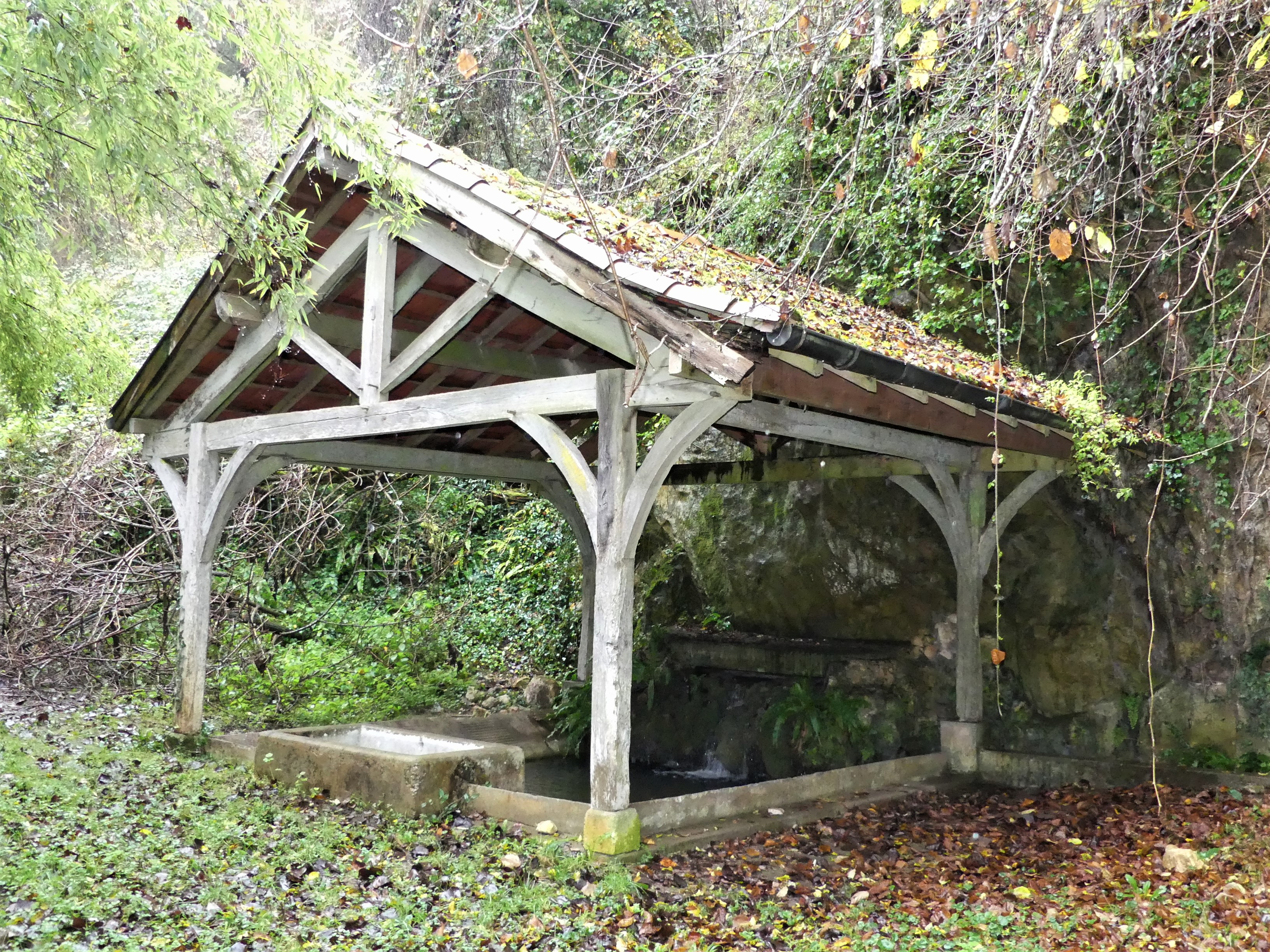
Le lavoir du bourg.

### Patrimoine naturel

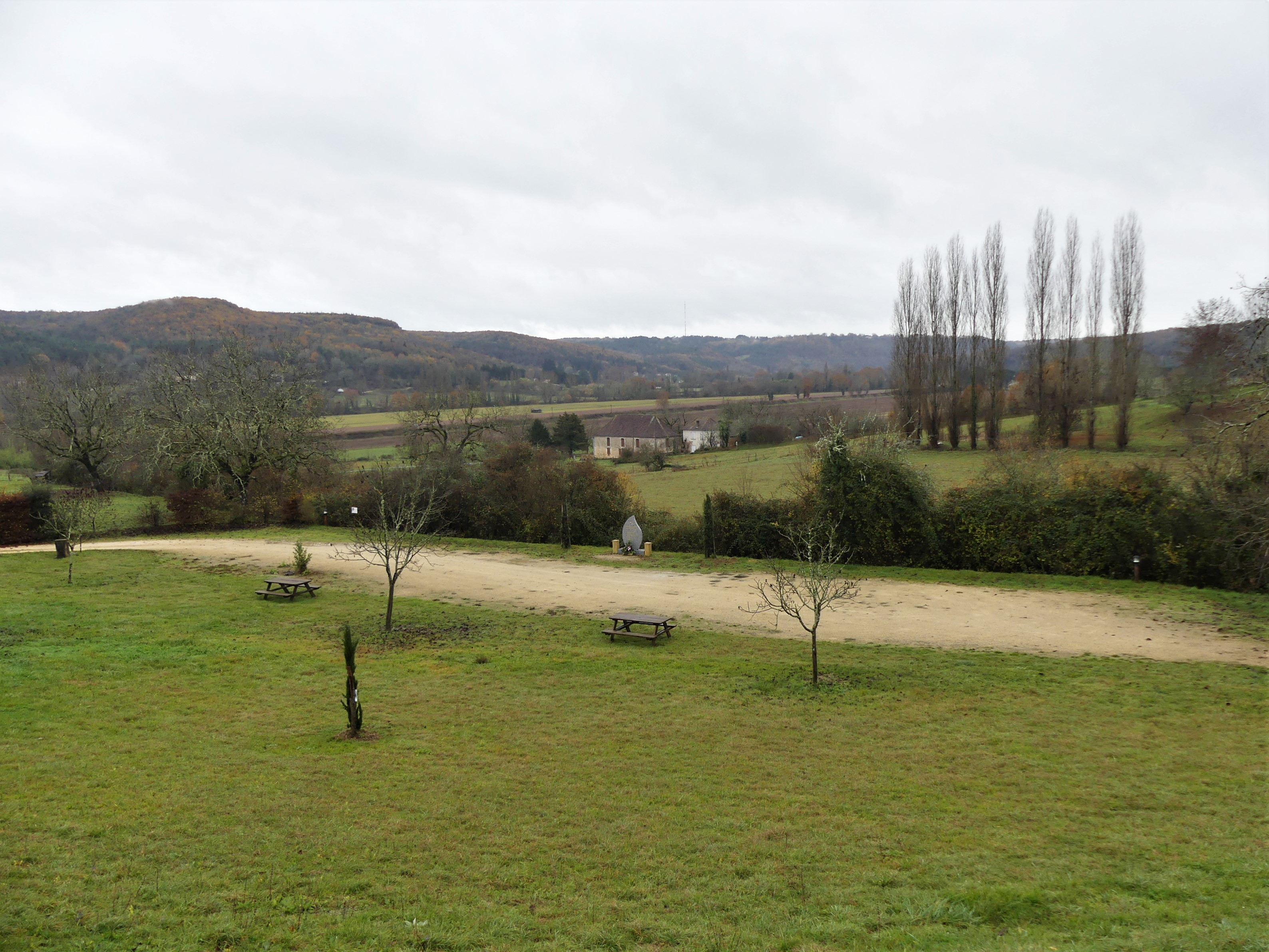
La zone au sud du bourg fait partie du site classé.

Implantée en bordure de la Vézère, la commune présente plusieurs zones protégées à divers titres.

#### ZNIEFF
Au nord-est et au sud-est, environ 30 % du territoire communal fait partie d'une zone naturelle d'intérêt écologique, faunistique et floristique (ZNIEFF) de type II : celle des falaises calcaires de la vallée de la Vézère qui s'étend depuis le nord du village de Saint-Léon-sur-Vézère jusqu'en bordure du village de Saint-Cirq et où sont recensées huit espèces déterminantes, une plante : l'Orchis des marais (Anacamptis palustris), et sept oiseaux : l'Accenteur alpin (Prunella collaris), le Choucas des tours (Coloeus monedula), le Faucon crécerelle (Falco tinnunculus), le Faucon pèlerin (Falco peregrinus), le Grand Corbeau (Corvus corax), l'Hirondelle de rochers (Ptyonoprogne rupestris) et le Tichodrome échelette (Tichodroma muraria),.
Pour la protection du Faucon pèlerin, une ZNIEFF de type I est incluse dans cette ZNIEFF de type II : le coteau de Saint-Cirq, du Bugue et des Eyzies, le long de la Vézère en amont du lieu-dit la Combe, le long du ruisseau de l'Auzelou qui sépare Les Eyzies de Saint-Cirq, ainsi qu'au nord et à l'ouest de la Font de l'Auzelou,.

#### Natura 2000
La Vézère est protégée au titre du réseau Natura 2000,.

#### Sites remarquables
Un tiers sud du territoire communal fait partie du site de la vallée de la Vézère et de sa confluence avec les Beunes qui, depuis 2015, est un site classé qui regroupe l’ensemble des sites préhistoriques majeurs de la vallée de la Vézère, en cohérence avec les sites préhistoriques et grottes ornées, classés au patrimoine mondial par l’Unesco en 1979. Concernant vingt communes, ce site intègre la grotte de Saint-Cirq,.
Dans des zones situées autour de ce site classé, et concernant 31 communes, le site de la vallée de la Vézère est inscrit depuis 2016. Il occupe la presque totalité du reste du territoire de Saint-Cirq, dont seuls une quarantaine d'hectares au nord-ouest sont exclus,.